# Цифровой перформанс
Цифровой перформанс предполагает использование художником-перформансистом или воплощающими его идею участниками-перформерами дополнительных инструментов для расширения своих тел или пространства представления — компьютерных технологий. Компьютерные технологии, используемые в цифровом перформансе, играют ключевую, а не второстепенную роль в формировании содержания, формы или эстетики перформативного произведения.

## История
Понятие «цифровой перформанс» тесно связан с понятием «медиаперформанс». Медиаперформанс по сравнению с классическим перформансом, артикулирующим живое тело художника и конкретное место проведения перформанса, включает также использование дополнительных инструментов для расширения как тела, так и пространства представления перформативного события: то может быть аналоговая видеозапись или механические приспособления. В данной связи цифровой перформанс является специфическим подвидом медиаперформанса, в качестве инструмента расширения использующим компьютерные технологии.
Истоки медиаперформанса восходят к началу XX века. Авангардисты, источником вдохновения для которых была индустриализация, стремились использовать все доступные технические новшества: фотоаппарат и кинокамеру.
Авангардные фотографы и кинематографисты, такие как Ман Рэй и Дзига Вертов, оказали опосредованное влияние на развитие медиаперформанса. Их импровизационные техники работы с объективом, восхищение возможностями «нечеловеческого» глаза — фото- и киноаппарата и новаторские приемы монтажа предвосхищают методы работы художников медиаперформанса. 
В 1960 году Ив Кляйн опубликовал документацию своего перформанса — «Прыжок в пустоту», который представлял собой прыжок из окна второго этажа дома в пригороде Парижа Фонтене-о-Роз. На самом деле, сообщение о падении художника из окна в местной газете было подделано, а фотография Кляйна, парящего над мостовой, была смонтирована. Данное произведение поставило под сомнение примат работы с настоящим пространством и живым телом художника в перформансе. Пространство документации для зрителя может быть не менее реальным, чем пространство самой реальности, что расширяет границы перформативного события и нивелирует принцип живого присутствия в классическом перформансе.
Следующая веха в развитии медиаперформанса связана с 1990-2000-ми годами, временем цифровой революции. Именно в это время распространяется персональный компьютер и создается Всемирная паутина, что оказало значительное влияние на эстетику, творчество и культуру исполнительских искусств, а также стало причиной возникновения цифрового перформанса.
Если раньше перформансы имели место в определенном и неизменном реальном пространстве, которое имеет свой контекст, подчиняется законам физики, вмещает лишь ограниченное число посетителей и непосредственно работает с телом художника, то с развитием цифровой революции границы перформативного события и человеческого присутствия в нем стали гибкими и подвижными.
Дальнейшее развитие цифрового перформанса связано с появлением более узкой категории нет-арта, а также развитием феномена киберформанса, который, по сравнению с цифровым перформансом, предполагает большее взаимодействие между участниками перформативного события посредством Интернета.

## Формы цифрового перформанса
Терминологические границы цифрового перформанса достаточно широки, поэтому в наиболее общем виде цифровым перформансом может быть названа любая активность, производимая посредством компьютерных технологий и помещенная в концептуальный контекст. Например, формой цифрового перформанса может быть видеоконференция. В качестве отдельного направления цифровой перформативности следует выделить и намеренное неправильное использование платформ — феномена, когда крупные платформы (например, Zoom, Facebook и т. д.) используются не так, как предполагает их интерфейс.
Если для классического перформанса главным принципом было живое человеческое присутствие, то в цифровом перформансе понятие присутствия расширяется. Так, Ник Коулдри предлагает две новых формы присутствия — «онлайн присутствие» и «групповое присутствие». В данной связи к цифровому перформансу также может быть отнесено общение через Интернет, поскольку оно предполагает социальное соприсутствие разного масштаба и подключенность к другим людям. В подобном контексте особое значение отводится эстетике взаимоотношений —  комплексу связей, возникающих между людьми в процессе участия в цифровом перформативном событии. 

Взаимосвязь и взаимодействие — с помощью как стационарных, так и мобильных устройств — являются неотъемлемым свойством цифровых медиа и воплощают саму их суть.— Кристиана Пол. Цифровое искусство, 2017